# Piskopovce
Piskopovce (Servisch cyrillisch Пископовце) is een plaats in de Servische gemeente Tutin. De plaats telt 162 inwoners (2002).